# Ash Island
Ash Island, pseudonimo di Yoon Jin-young (윤진영?, Yun Jin-yeongLR, Yun ChinyŏngMR; 11 agosto 1999), è un rapper sudcoreano.

## Biografia
Ha intrapreso la propria carriera musicale nel 2018, dopo aver partecipato al programma televisivo di Mnet High School Rapper, dove si è classificato 4º.
Il primo album in studio Ash, pubblicato nel 2019, ha esordito in 11ª posizione nella Circle Chart. Island, invece, è uscito due anni dopo e si è fermato al 16º posto. Il disco contiene Melody, che ha raggiunto la top twenty della hit parade nazionale.
Grazie alla sua popolarità gli è stato assegnato l'Mnet Asian Music Award alla miglior canzone hip hop/urban per Melody, oltre a un Melon Music Award.

## Vita privata
Il 7 luglio 2024 ha annunciato il matrimonio con la giapponese Chanmina e la gravidanza del loro primo figlio. Il 1º novembre Chanmina ha dato alla luce la loro prima figlia.

## Discografia

### Album in studio
- 2019 – Ash
- 2021 – Island
- 2023 – Rose
- 2025 – Voice Memo

### EP
- 2023 – More Roses

### Singoli
- 2018 – How R U
- 2018 – Deadstar (feat. Changmo)
- 2019 – More Ash
- 2019 – Empty Head
- 2020 – Error (feat. Loopy)
- 2021 – Melody
- 2021 – More Island
- 2021 – Carabiner (con i GroovyRoom)
- 2021 – Play
- 2022 – Because
- 2022 – Everything
- 2023 – I Remember
- 2023 – Stay with Me (feat. Skinny Brown)
- 2024 – 20 (con Chanmina)
- 2024 – OST (feat. Chanmina)
- 2024 – I Don't Wanna Be Your Hero
- 2025 – Ghost of You

### Colonne sonore
- 2021 – Poison